# 淡绿鵙鹛
淡绿鵙鹛（学名：Pteruthius xanthochlorus）为鶲科鵙鹛属的鸟类。分布于尼泊尔、锡金、不丹、印度、孟加拉、缅甸以及中国大陆的西藏、四川、陕西、云南、福建等地，主要栖息于常在较密的森林处以及活动在较高的树枝间。该物种的模式产地在尼泊尔。

## 亚种
- 淡绿鵙鹛福建亚种（学名：Pteruthius xanthochlorus obscurus），是中国的特有物种。分布于福建等地。该物种的模式产地在福建西北部。[2]
- 淡绿鵙鹛西南亚种（学名：Pteruthius xanthochlorus pallidus）。分布于缅甸以及中国大陆的陕西、四川、云南等地。该物种的模式产地在青海疆界,或为四川西北部。[3]
- 淡绿鵙鹛指名亚种（学名：Pteruthius xanthochlorus xanthochlorus）。分布于尼泊尔、锡金、不丹、印度以及中国大陆的西藏等地。该物种的模式产地在尼泊尔。[4]